# Kistokaj
Kistokaj é um município da Hungria, situado no condado de Borsod-Abaúj-Zemplén. Tem 9,76 km² de área e sua população em 2015 foi estimada em 2.282 habitantes.